# Schmalspurbahn Gelnhausen–Lochborn
| Ehemaliger Lokschuppen der Spessartbahn in Bieber |                                                                                      |                                                 |                                                 |
| Kursbuchstrecke: | 169s (Gelnhausen – Bieber (Kr. Gelnh.) 1934) 192b (Gelnhausen Kreisbf – Bieber 1946) |                                                 |                                                 |
| Streckenlänge: | 21,2 km                                                                              |                                                 |                                                 |
| Spurweite: | 900 mm (Schmalspur)                                                                  |                                                 |                                                 |
| Maximale Neigung: | 2,5 ‰                                                                                |                                                 |                                                 |
| Minimaler Radius: | 50 m                                                                                 |                                                 |                                                 |
| Streckengeschwindigkeit: | 30 km/h                                                                              |                                                 |                                                 |
| |                                                                                      |                                                 |                                                 |
| \| \| 0,0 \| Gelnhausen Kreisbahnhof \| 130 m \| \| \| \| Straße Gelnhausen – Altenhaßlau \| \| \| \| \| Bundesstraße 43 \| \| \| \| 4,4 \| Höchst (Kr Gelnhausen) \| 133 m \| \| \| \| Bundesstraße 40 \| \| \| \| 7,0 \| Wirtheim (Kr Gelnhausen) Kreisbahnhof \| 135 m \| \| \| \| Biebertalstraße \| \| \| \| \| Biebertalstraße \| \| \| \| 8,9 \| Kassel (Kr Gelnhausen) \| 145 m \| \| \| 11,0 \| Anschluss Ladegleis Forstverwaltung (1933–1936) \| Anschluss Ladegleis Forstverwaltung (1933–1936) \| \| \| 12,4 \| Lanzingen \| 191 m \| \| \| \| Biebertalstraße \| \| \| \| 14,4 \| Roßbach (Kr Gelnhausen) \| 191 m \| \| \| \| Biebertalstraße \| \| \| \| 15,9 \| \| \| \| \| \| Bieber (Fluss) \| \| \| \| 17,0 \| Anschluss Gruben Webersfeld \| Anschluss Gruben Webersfeld \| \| \| \| \| \| \| \| \| Anschluss Kohlehandlung Wolf \| \| \| \| 17,8 \| Bieber (Kr Gelnhausen) \| 230 m \| \| \| \| Anschluss Eisenschmelze \| \| \| \| 20,0 \| Lochmühle \| 300 m \| \| \| 20,5 \| Anschluss Burgbergrevier \| Anschluss Burgbergrevier \| \| \| 21,2 \| Lochborn \| 350 m \| |                                                                                      |                                                 |                                                 |
| Kopfbahnhof Streckenanfang (Strecke außer Betrieb) | 0,0                                                                                  | Gelnhausen Kreisbahnhof                         | 130 m                                           |
| Bahnübergang (Strecke außer Betrieb) |                                                                                      | Straße Gelnhausen – Altenhaßlau                 | Straße Gelnhausen – Altenhaßlau                 |
| Bahnübergang (Strecke außer Betrieb) |                                                                                      | Bundesstraße 43                                 | Bundesstraße 43                                 |
| Bahnhof (Strecke außer Betrieb) | 4,4                                                                                  | Höchst (Kr Gelnhausen)                          | 133 m                                           |
| Bahnübergang (Strecke außer Betrieb) |                                                                                      | Bundesstraße 40                                 | Bundesstraße 40                                 |
| Bahnhof (Strecke außer Betrieb) | 7,0                                                                                  | Wirtheim (Kr Gelnhausen) Kreisbahnhof           | 135 m                                           |
| Bahnübergang (Strecke außer Betrieb) |                                                                                      | Biebertalstraße                                 | Biebertalstraße                                 |
| Bahnübergang (Strecke außer Betrieb) |                                                                                      | Biebertalstraße                                 | Biebertalstraße                                 |
| Bahnhof (Strecke außer Betrieb) | 8,9                                                                                  | Kassel (Kr Gelnhausen)                          | 145 m                                           |
| Abzweig geradeaus und von links (Strecke außer Betrieb) | 11,0                                                                                 | Anschluss Ladegleis Forstverwaltung (1933–1936) | Anschluss Ladegleis Forstverwaltung (1933–1936) |
| Bahnhof (Strecke außer Betrieb) | 12,4                                                                                 | Lanzingen                                       | 191 m                                           |
| Bahnübergang (Strecke außer Betrieb) |                                                                                      | Biebertalstraße                                 | Biebertalstraße                                 |
| Bahnhof (Strecke außer Betrieb) | 14,4                                                                                 | Roßbach (Kr Gelnhausen)                         | 191 m                                           |
| Bahnübergang (Strecke außer Betrieb) |                                                                                      | Biebertalstraße                                 | Biebertalstraße                                 |
| Verschwenkung von links (Strecke außer Betrieb) · Verschwenkung von rechts (Strecke außer Betrieb) | 15,9                                                                                 |                                                 |                                                 |
| Strecke (außer Betrieb) · Brücke über Wasserlauf (Strecke außer Betrieb) |                                                                                      | Bieber (Fluss)                                  | Bieber (Fluss)                                  |
| Strecke (außer Betrieb) | 17,0                                                                                 | Anschluss Gruben Webersfeld                     | Anschluss Gruben Webersfeld                     |
| Verschwenkung nach links (Strecke außer Betrieb) |                                                                                      |                                                 |                                                 |
| Abzweig geradeaus und von links (Strecke außer Betrieb) |                                                                                      | Anschluss Kohlehandlung Wolf                    | Anschluss Kohlehandlung Wolf                    |
| Bahnhof (Strecke außer Betrieb) | 17,8                                                                                 | Bieber (Kr Gelnhausen)                          | 230 m                                           |
| Abzweig geradeaus und nach links (Strecke außer Betrieb) |                                                                                      | Anschluss Eisenschmelze                         | Anschluss Eisenschmelze                         |
| Bahnhof (Strecke außer Betrieb) | 20,0                                                                                 | Lochmühle                                       | 300 m                                           |
| Abzweig geradeaus und von links (Strecke außer Betrieb) | 20,5                                                                                 | Anschluss Burgbergrevier                        | Anschluss Burgbergrevier                        |
| Kopfbahnhof Streckenende (Strecke außer Betrieb) | 21,2                                                                                 | Lochborn                                        | 350 m                                           |

Die Schmalspurbahn Gelnhausen–Lochborn war eine schmalspurige Nebenbahn in Hessen, die ursprünglich als Montanbahn zu den Bieberer Gruben in Bieber errichtet und betrieben wurde. Sie verlief im Spessart von Gelnhausen nach Lochborn.
Im Volksmund war die Strecke auch als Spessartbahn bzw. Biebertalbahn bekannt.

## Geschichte
Zum 1. Juli 1882 pachtete der Bonner Unternehmer Heinrich Pfahl die Gewerkschaft Bieberer Gruben in Bieber. Er drängte sofort auf die Errichtung einer Grubenbahn, um das Abbaufeld zeitgemäß zu erschließen. 1883 erfolgte die Trassierung, im Juli 1884 wurde die Bahn auf 99 Jahre als Grubenbahn nach Bergrecht mit einer Spurweite von 900 Millimetern konzessioniert. Die Strecke konnte am 4. August 1885 eröffnet werden, die Baukosten betrugen 600.000 Goldmark. In Gelnhausen gab es lediglich ein Umfahrgleis und ein Entladegleis, welches auf eine Rampe führte, von der aus die Staatsbahnwagen gefüllt wurden. Im Lochborn war ebenfalls ein Umfahrgleis vorhanden und ein Anschluss zum Tagebau im Lochborn. In den ersten zehn Jahren existierten keine weiteren Bahnhöfe, welche erst mit der Eröffnung des Personenverkehrs errichtet worden waren.
Bereits 1888 kam es zu Überlegungen, die Bahn von Flörsbach über Kempfenbrunn und Frammersbach nach Partenstein an der Ludwigs-West-Bahn zu verlängern. Und wenig später wurde von bayerischer Seite Interesse geäußert, die Bahn – bei einer Umspurung auf Normalspur über den oberen Kahlgrund, die Ludwigs-West-Bahn bei Hösbach kreuzend durch das Bessenbachtal und das Elsavatal nach Kreuzwertheim zu führen (ca. 80 km). Beide Projekte sollten vor allem Verkehr vom Forst ziehen. Doch trug das wohl eine Wirtschaftlichkeitsberechnung nicht. Die Projekte kamen nicht zu Stande.

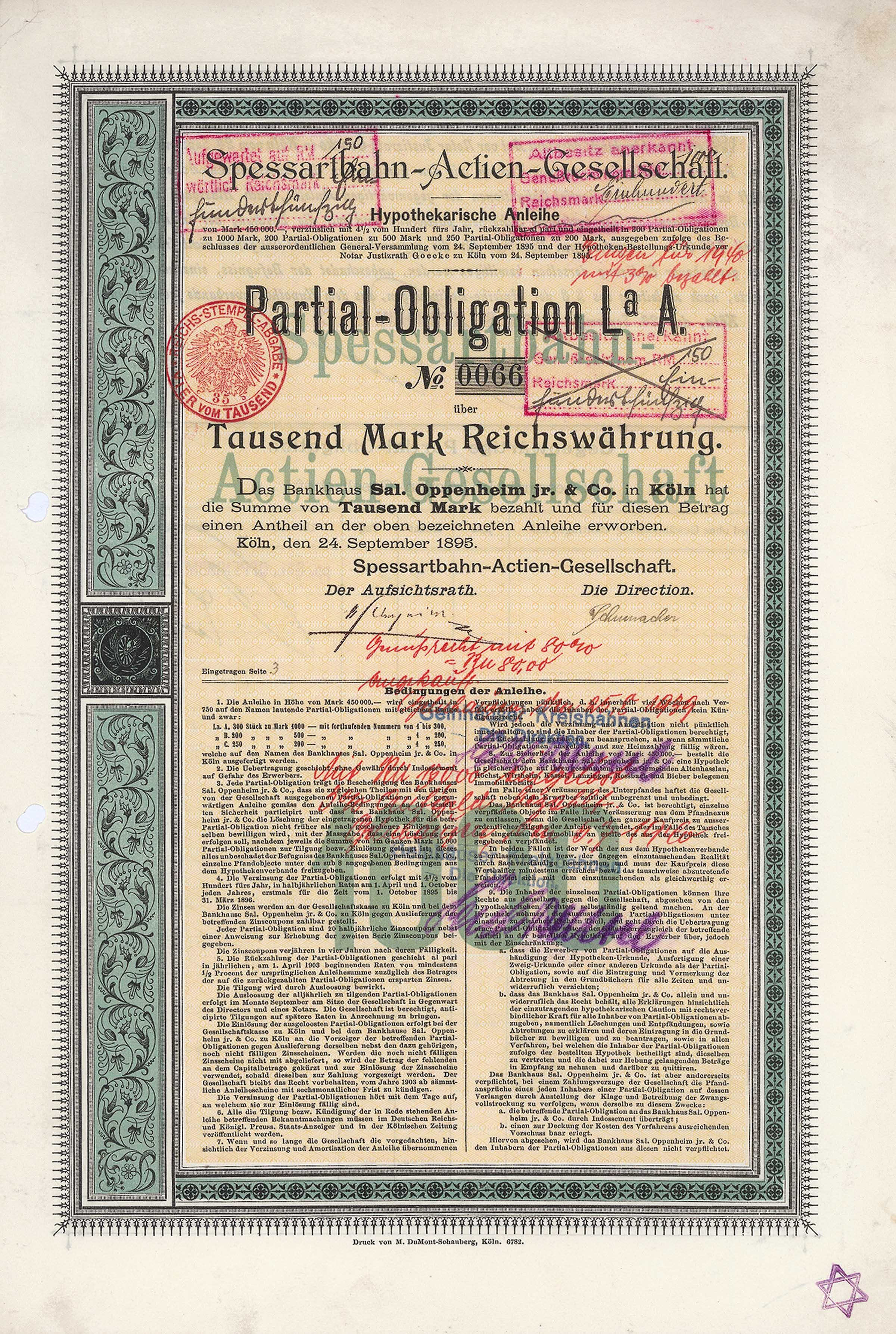
Anleihe über 1000 Mark der Spessartbahn-AG vom 24. September 1895

1889 waren Dr. Heinrich Pfahl, Erlanger & Söhne Metallgesellschaft Frankfurt und M. Cahn, Brüssel Eigentümer der Grubenbahn. Krankheitsbedingt trat Heinrich Pfahl zum 27. November 1893 – rückwirkend zum 1. Juli 1893 – seine Rechte an Grube und Bahn an die Gustav Menne & Co. aus Siegen ab. Die neue Eigentümerin begann mit dem Landkreis und den Anwohnergemeinden Verhandlungen, auch den Personenverkehr auf der Bahn aufzunehmen. Dazu wurde die Spessartbahn AG am 28. August 1895 mit verschiedenen Großaktionären gegründet, darunter, Gustav Menne & Co. – die auch den Betrieb führte – und dem Bankhaus Stern in Köln. Mit der Umwandlung in eine Eisenbahn des öffentlichen Verkehrs begann am 15. Dezember 1895 auch der Personenverkehr bis Bieber, heute ein Ortsteil von Biebergemünd. In der Anfangszeit wurde die zweite und dritte Wagenklasse angeboten.
In der Mitte der 1890er Jahre bestand das Vorhaben, die Strecke westwärts über Gelnhausen hinaus nach Hanau zu verlängern. Die Staats- und Kommunalbehörden sahen das aber kritisch, da die Strecke weitgehend parallel zur Kinzigtalbahn verlaufen wäre und zwischen Hanau und Langenselbold damals die Hanauer Kleinbahn errichtet wurde. So wurde die Angelegenheit nicht weiter verfolgt.
Ab 1907 war die Friedrich Krupp AG aus Essen in die Aktiengesellschaft eingestiegen, die 1909 sämtliche Aktien besaß. Der Sitz der Bahnverwaltung befand sich erst in Köln, dann in Bieber und wurde Anfang 1909 nach Weilburg verlegt. Ende Mai 1925 wurde die Förderung von Eisenerz eingestellt. Die Friedrich Krupp AG hatte daraufhin kein Interesse mehr an der Bahn. Zum 5. Oktober 1928 wurde zunächst der drei Kilometer lange, besonders unrentable Streckenabschnitt Bieber – Lochborn aufgegeben und die Gleise teilweise abgebaut. Der Landkreis Gelnhausen, auf den die Aktien am 29. Mai 1929 übergegangen waren, ergänzte jedoch 1932 die fehlenden Gleise wieder bis Lochmühle und dehnte den Betrieb – zeitweise als Privatanschlussbahn der Forstverwaltung – wieder bis zu diesem Endpunkt aus.
Gemeinsam mit ihren drei anderen Bahnen verwalteten die Kreiswerke Gelnhausen nun auch die Spessartbahn. Erst am 1. April 1937 wurden sie formell im kommunalen Eigenbetrieb Gelnhäuser Kreisbahnen vereinigt, der schon die Strecken
- Bad Orber Kleinbahn,
- Freigerichter Kleinbahn und die
- Vogelsberger Südbahn

betrieb. Das Verkehrsaufkommen blieb auf der Spessartbahn hinsichtlich der Wirtschaftlichkeit aber zu gering. Nur das Fehlen anderer Verkehrsmittel in der Zeit des Zweiten Weltkriegs und unmittelbar danach ermöglichte das Überleben der Spessartbahn. Ihr Ende kam, sobald sich die Verhältnisse gebessert hatten, am 23. Juli 1951. Die Omnibusse der Kreiswerke Gelnhausen übernahmen die Personenbeförderung im Biebertal. Die Bahnanlagen wurden an die Klöckner-Werke AG in Duisburg zum Abbruch für 300.000 DM verkauft.

## Streckenbeschreibung

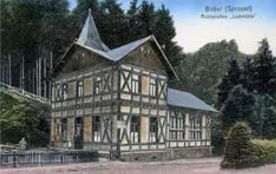
Empfangsgebäude Lochmühle vor dem Ersten Weltkrieg

Die 21 Kilometer lange eingleisige Strecke begann in Gelnhausen im Kinzigtal, wo Anschluss an die Bahnstrecke Frankfurt–Göttingen bestand. Hier befand sich ein Ladegleis mit Sturzbühne für die Erzverladung. Der 1929 in Betrieb genommene Kreisbahnhof hatte einen gemeinsamen Bahnsteig mit der dort ebenfalls endenden normalspurigen Freigerichter Kleinbahn.
Von dort folgte die Spessartbahn in einigem Abstand am linken Ufer der Kinzig talaufwärts der heutigen Bundesstraße 40, aber auf eigenem Gleiskörper, über Höchst, heute ein Stadtteil von Gelnhausen. Fahrkarten gab es dort im Gasthaus „Zum Hirschen“. Es folgte Wirtheim (heute zu Biebergemünd), das als Umsteigebahnhof zur Staatsbahn galt, obwohl deren Bahnhof etwa 500 Meter entfernt lag. Das erklärt, warum einige Züge aus dem Biebertal nur bis Wirtheim verkehrten. Dann bog die Bahn in südöstlicher Richtung in den Spessart ab und folgte dem Biebertal. Dort wurde seit dem Ende des 15. Jahrhunderts Bergbau betrieben. Die Strecke führte weiter über die heutigen Ortsteile von Biebergemünd (Besen-)Kassel, Roßbach und Bieber, von dort weiter über Lochmühle nach Lochborn. Der Bahnhof Lochborn lag am Ende der Strecke im Tagebau Lochborn. Von hier wurde der Eisenstein nach Gelnhausen zur Staatsbahn transportiert. Über ein Anschlussgleis konnte das Burgbergrevier erreicht werden. Ein weiterer Anschluss erfolgte später zum Bremsberg.
Die Fahrzeit für Züge zwischen Bieber und Gelnhausen betrug – je nachdem, ob es reine Personenzüge oder gemischte Züge (GmP) waren – zwischen einer und anderthalb Stunden.

## Namensgebung
Die Bezeichnung Biebertalbahn wird für zwei ganz unterschiedliche Bahnstrecken in Hessen verwendet, nämlich die
- Spessartbahn
- Biebertalbahn, die von Gießen ausging.

## Heutige Situation
Das Empfangsgebäude des Bahnhofs Lochmühle ist erhalten und war als „Wilhelm-Schäfer-Haus“ seit 1969 für viele Jahre die Außenstelle der „Forschungsstation für Mittelgebirge“ des Forschungsinstituts Senckenberg.